# سیارک ۷۱۵۲
سیارک ۷۱۵۲ (به انگلیسی: 7152 Euneus، نامگذاری:1973SH1) هفت هزار و صد و پنجاه و دومین سیارک کشف شده‌است که در ۱۹ سپتامبر ۱۹۷۳ کشف شد.
قدر مطلق سیارک برابر ۹٫۹۰ است.